# Музей Боготы
Музей Боготы (исп. Museo de Bogotá) — музей города Богота — столицы Колумбии. Оба музейных корпуса расположены в районе Ла-Канделария — историческом центре города. Собрания музея включают более 24 000 предметов.
В 1969 году, по инициативе мэра Вирхилио Барко Варгаса, в здании на 10-й улице в районе Ла-Канделария был основан Музей городского развития. Экспозицию музея, посвященную истории Боготы от основания города до времени открытия музея, разместили в десяти залах. В первоначальное собрание вошли Трамвай на мулах, Столетняя урна для голосования, большая коллекция старых телефонов, оборудование городских пожарных начала XX века, различные исторические планы и карты города. В 1989 году музей переехал в здание Дома коммунаров на пересечении 8-й улицы и 10-го проезда. В 1995 году из-за структурных проблем музей пришлось закрыть. 
В 2000 году его экспозиции под названием «Богота XX века» временно располагались в планетарии. В 2003 году музей изменил своё название на Музей Боготы. В 2006 году Музей Боготы присоединился к организационной структуре Городского института культурного наследия — IDPC, организации, отвечающей за его управление и работу.
Собрания музея хранятся в доме Самано и доме Семи балконов. Дом Самано был приобретён городом в 1990 году. В 2005 году здание отремонтировали. В 2008 году его передали Музею Боготы для временных выставок. Первой временной экспозицией здесь стала выставка «Богота — музей под открытым небом». Дом Семи балконов был приобретён городом в 1982 году. В 2009 году Городской институт культурного наследия начал реконструкцию здания, с целью приспособить его помещения для выставок. С 2015 года дом является главным корпусом Музея Боготы. В 2019 году музейные собрания были значительно дополнены.